# Allertshausen (Rabenau)
Allertshausen ist einer von sechs Ortsteilen der Gemeinde Rabenau im mittelhessischen Landkreis Gießen.
Feldhoase ist der Ortsneckname für die Bürger Allertshausens. Allertshausen liegt am Südhang eines Höhenrückens, zwischen dem Lumda- und dem Buseckertal.

## Ortsgeschichte

### Historische Namensformen
Die urkundliche Ersterwähnung von Allertshausen geschieht im Kopiar des Mönchs Eberhard von Fulda, dem sogenannten Codex Eberhardi. Dieser wurde um 1160 geschrieben und darin wird „in villa Alastratahusun“ (im Dorf Alstratahusun) zwischen den Jahren 802 bis 817 datiert. Der Beleg ist nach sprachgeschichtlichen Überlegungen nicht mit diesem Allertshausen zu identifizieren.
Bereits in der Ersterwähnung wird Allertshausen als „villa“, als Siedlungsform Dorf benannt. 1232 lautet eine schriftliche Nennung: „de Alhardeshusin“. Der Zehnte „Decima in Alharteshusen“ ist einem Kopiar aus der Zeit von 1290 bis 1306 aufgeführt und wird in die Zeit von vor 1282/83 datiert.
Eine Urkunde von 1311 spricht von „in villa Ellartshausen“. in der Universitätsbibliothek Gießen lautet ein Akteneintrag „de bonis in Alrtzhusen“. Allertshausen war die Siedlung des Alhard.

### Neuzeit
Die Statistisch-topographisch-historische Beschreibung des Großherzogthums Hessen berichtet 1830 über Allertshausen:

„Allertshausen (L. Bez. Grünberg) evangel. Filialdorf; liegt 2 1⁄4 St. von Grünberg, und gehört der Freiherrl. Familie von Nordeck zur Rabenau, die 1822 einen Theil der Patrimonialgerichtsbarkeit an den Staat abgetreten hat. Der Ort hat 39 Häuser und 234 evangel. Einw., unter welchen 27 Bauern, 9 Handwerker und unter letztern 3 Teppichmacher sind. Auch hat Allertshausen eine Kirche.“

Die heutige Evangelisch-lutherische Kirche wurde 1905/06 von einem unbekannten Baumeister errichtet und weist Elemente des Jugendstils auf.
Die bis dahin selbständige Gemeinde Allertshausen wurde zum 31. Dezember 1971 im Zuge der Gebietsreform in Hessen auf freiwilliger Basis in die Gemeinde Rabenau eingegliedert.
Für den Ortsteil Allertshausen wurde ein Ortsbezirk mit Ortsbeirat und Ortsvorsteher nach der Hessischen Gemeindeordnung eingerichtet.

### Verwaltungsgeschichte im Überblick
Die folgende Liste zeigt die Staaten und Verwaltungseinheiten, denen Allertshausen angehört(e):
- 15. Jahrhundert: Heiliges Römisches Reich, Landgrafschaft Hessen, Gericht Allendorf/Lumda
- ab 1567: Heiliges Römisches Reich, Landgrafschaft Hessen-Marburg, Amt Allendorf/Lumda, Patrimonialgericht Londorf der Freiherren Nordeck zur Rabenau[17]
- 1604–1648: Heiliges Römisches Reich, strittig zwischen Landgrafschaft Hessen-Darmstadt und Landgrafschaft Hessen-Kassel (Hessenkrieg)
- ab 1604: Heiliges Römisches Reich, Landgrafschaft Hessen-Darmstadt, Oberfürstentum Hessen, Amt Allendorf/Lumda, Gericht Londorf
- ab 1806: Großherzogtum Hessen,[Anm. 2] Fürstentum Oberhessen, Amt Allendorf/Lumda, Gericht Londorf[18][19]
- ab 1815: Großherzogtum Hessen, Provinz Oberhessen, Amt Allendorf/Lumda, Gericht Londorf[20]
- ab 1821: Großherzogtum Hessen, Provinz Oberhessen, Landratsbezirk Grünberg[Anm. 3]
- ab 1832: Großherzogtum Hessen, Provinz Oberhessen, Kreis Grünberg
- ab 1848: Großherzogtum Hessen, Regierungsbezirk Gießen
- ab 1852: Großherzogtum Hessen, Provinz Oberhessen, Kreis Grünberg
- ab 1867: Norddeutscher Bund,[Anm. 4] Großherzogtum Hessen, Provinz Oberhessen, Landkreis Grünberg
- ab 1871: Deutsches Reich, Großherzogtum Hessen, Provinz Oberhessen, Landkreis Grünberg
- ab 1874: Deutsches Reich, Großherzogtum Hessen, Provinz Oberhessen, Landkreis Gießen
- ab 1918: Deutsches Reich (Weimarer Republik), Volksstaat Hessen, Provinz Oberhessen, Landkreis Gießen
- ab 1938: Deutsches Reich, Volksstaat Hessen, Landkreis Gießen[21][Anm. 5]
- ab 1945: Amerikanische Besatzungszone,[Anm. 6] Groß-Hessen, Regierungsbezirk Darmstadt, Landkreis Gießen
- ab 1946: Amerikanische Besatzungszone, Land Hessen, Regierungsbezirk Darmstadt, Landkreis Gießen
- ab 1949: Bundesrepublik Deutschland, Land Hessen, Regierungsbezirk Darmstadt, Landkreis Gießen
- ab 1972: Bundesrepublik Deutschland, Land Hessen, Regierungsbezirk Darmstadt, Landkreis Gießen, Gemeinde Rabenau[Anm. 7]
- ab 1977: Bundesrepublik Deutschland, Land Hessen, Regierungsbezirk Darmstadt, Lahn-Dill-Kreis, Gemeinde Rabenau
- ab 1979: Bundesrepublik Deutschland, Land Hessen, Regierungsbezirk Darmstadt, Landkreis Gießen, Gemeinde Rabenau
- ab 1981: Bundesrepublik Deutschland, Land Hessen, Regierungsbezirk Gießen, Landkreis Gießen, Gemeinde Rabenau

### Gerichte seit 1803
In der Landgrafschaft Hessen-Darmstadt wurde mit Ausführungsverordnung vom 9. Dezember 1803 das Gerichtswesen neu organisiert. Für die Provinz Oberhessen wurde das Hofgericht Gießen als Gericht der zweiten Instanz eingerichtet. Die Rechtsprechung der ersten Instanz wurde durch die Ämter bzw. Standesherren vorgenommen und somit war für Allertshausen das „Patrimonialgericht der Freiherren Nordeck zur Rabenau“ in Londorf zuständig.
Das Hofgericht war für normale bürgerliche Streitsachen Gericht der zweiten Instanz, für standesherrliche Familienrechtssachen und Kriminalfälle die erste Instanz. Übergeordnet war das Oberappellationsgericht Darmstadt.
Mit der Gründung des Großherzogtums Hessen 1806 wurde diese Funktion beibehalten, während die Aufgaben der ersten Instanz 1821 im Rahmen der Trennung von Rechtsprechung und Verwaltung auf die neu geschaffenen Land- bzw. Stadtgerichte übergingen. 1822 traten die Freiherren Nordeck zur Rabenau ihre Rechte am Patrimonialgericht Londorf an das Großherzogtum Hessen ab. „Landgericht Grünberg“ war daher von 1822 bis 1879 die Bezeichnung für das erstinstanzliche Gericht, das für Allertshausen zuständig war.
Anlässlich der Einführung des Gerichtsverfassungsgesetzes am 1. Oktober 1879 wurden die bisherigen Land- und Stadtgerichte im Großherzogtum Hessen aufgehoben und durch Amtsgerichte an gleicher Stelle ersetzt, ebenso verfuhr man mit den als Obergerichten fungierenden Hofgerichten, deren Funktion nun die neu errichteten Landgerichte übernahmen. Die Bezirke des Stadt- und des Landgerichts Gießen wurden zusammengelegt und bildeten nun zusammen mit den vorher zum Landgericht Grünberg gehörigen Orten Allertshausen und Climbach den Bezirk des neu geschaffenen Amtsgerichts Gießen, welches seitdem zum Bezirk des als Obergericht neu errichteten Landgerichts Gießen gehört.
Mit Wirkung vom 1. Juli 1912 ging Allertshausen wieder an das Amtsgericht Grünberg.
Am 1. Juli 1968 erfolgte die Auflösung des Amtsgerichts Grünberg und Allertshausen wurde dem Sprengel des Amtsgerichts Gießen zugelegt.
Zwischen dem 1. Januar 1977 und 1. August 1979 trug das Gericht den Namen „Amtsgericht Lahn-Gießen“, der mit der Auflösung der Stadt Lahn wieder in „Amtsgericht Gießen“ umbenannt wurde. In der Bundesrepublik Deutschland sind die übergeordneten Instanzen des Amtsgerichts Gießen, das Landgericht Gießen, das Oberlandesgericht Frankfurt am Main sowie der Bundesgerichtshof als letzte Instanz.

## Bevölkerung

### Einwohnerentwicklung
| • 1577: | 021 Hausgesesse                                                                     |
| • 1669: | 058 Seelen                                                                          |
| • 1742: | ein Geistlicher/Beamter, 23 Untertanen, 5 Junge Mannschaften, keine Beisassen/Juden |
| • 1800: | 187 Einwohner                                                                       |
| • 1806: | 195 Einwohner, 35 Häuser                                                            |
| • 1829: | 234 Einwohner, 39 Häuser                                                            |
| • 1867: | 229 Einwohner, 43 Häuser                                                            |

| Allertshausen: Einwohnerzahlen von 1800 bis 2020 | Allertshausen: Einwohnerzahlen von 1800 bis 2020 | Allertshausen: Einwohnerzahlen von 1800 bis 2020 | Allertshausen: Einwohnerzahlen von 1800 bis 2020 | Allertshausen: Einwohnerzahlen von 1800 bis 2020 |
| --- | ------------------------------------------------ | ------------------------------------------------ | ------------------------------------------------ | ------------------------------------------------ |
| Jahr |                                                  |                                                  |                                                  | Einwohner                                        |
| 1800 | 1800                                             |                                                  | 187                                              | 187                                              |
| 1806 | 1806                                             |                                                  | 195                                              | 195                                              |
| 1829 | 1829                                             |                                                  | 234                                              | 234                                              |
| 1834 | 1834                                             |                                                  | 241                                              | 241                                              |
| 1840 | 1840                                             |                                                  | 249                                              | 249                                              |
| 1846 | 1846                                             |                                                  | 261                                              | 261                                              |
| 1852 | 1852                                             |                                                  | 267                                              | 267                                              |
| 1858 | 1858                                             |                                                  | 245                                              | 245                                              |
| 1864 | 1864                                             |                                                  | 239                                              | 239                                              |
| 1871 | 1871                                             |                                                  | 239                                              | 239                                              |
| 1875 | 1875                                             |                                                  | 228                                              | 228                                              |
| 1885 | 1885                                             |                                                  | 240                                              | 240                                              |
| 1895 | 1895                                             |                                                  | 262                                              | 262                                              |
| 1905 | 1905                                             |                                                  | 266                                              | 266                                              |
| 1910 | 1910                                             |                                                  | 307                                              | 307                                              |
| 1925 | 1925                                             |                                                  | 330                                              | 330                                              |
| 1939 | 1939                                             |                                                  | 385                                              | 385                                              |
| 1946 | 1946                                             |                                                  | 455                                              | 455                                              |
| 1950 | 1950                                             |                                                  | 480                                              | 480                                              |
| 1956 | 1956                                             |                                                  | 448                                              | 448                                              |
| 1961 | 1961                                             |                                                  | 477                                              | 477                                              |
| 1967 | 1967                                             |                                                  | 545                                              | 545                                              |
| 1980 | 1980                                             |                                                  | ?                                                | ?                                                |
| 1990 | 1990                                             |                                                  | ?                                                | ?                                                |
| 2000 | 2000                                             |                                                  | ?                                                | ?                                                |
| 2005 | 2005                                             |                                                  | 651                                              | 651                                              |
| 2010 | 2010                                             |                                                  | 629                                              | 629                                              |
| 2011 | 2011                                             |                                                  | 606                                              | 606                                              |
| 2015 | 2015                                             |                                                  | 590                                              | 590                                              |
| 2020 | 2020                                             |                                                  | 599                                              | 599                                              |
| Datenquelle: Historisches Gemeindeverzeichnis für Hessen: Die Bevölkerung der Gemeinden 1834 bis 1967. Wiesbaden: Hessisches Statistisches Landesamt, 1968. Weitere Quellen: LAGIS; Gemeinde Rabenau; Zensus 2011 |                                                  |                                                  |                                                  |                                                  |

### Einwohnerstruktur 2011
Nach den Erhebungen des Zensus 2011 lebten am Stichtag dem 9. Mai 2011 in Allertshausen 606 Einwohner. Darunter waren 21 (3,5 %) Ausländer.
Nach dem Lebensalter waren 102 Einwohner unter 18 Jahren, 231 zwischen 18 und 49, 150 zwischen 50 und 64 und 126 Einwohner waren älter.
Die Einwohner lebten in 255 Haushalten. Davon waren 63 Singlehaushalte, 75 Paare ohne Kinder und 90 Paare mit Kindern, sowie 18 Alleinerziehende und 6 Wohngemeinschaften. In 51 Haushalten lebten ausschließlich Senioren und in 165 Haushaltungen lebten keine Senioren.

### Historische Religionszugehörigkeit
| • 1830: | 234 evangelische (=100 %) Einwohner                                     |
| • 1895: | 267 evangelische (=100 %) Einwohner                                     |
| • 1961: | 454 evangelische (= 95,2 %), 18 römisch-katholische (= 3,8 %) Einwohner |

### Erwerbstätigkeit
| • 1961: | Erwerbspersonen: 93 Land- und Forstwirtschaft, 107 Prod. Gewerbe, 28 Handel, Verkehr und Nachrichtenübermittlung, 22 Dienstleistungen und Sonstiges. |

## Politik
Für Allertshausen besteht ein Ortsbezirk (Gebiete der ehemaligen Gemeinde Allertshausen) mit Ortsbeirat und Ortsvorsteher nach der Hessischen Gemeindeordnung.
Der Ortsbeirat besteht aus fünf Mitgliedern. Bei den Kommunalwahlen in Hessen 2021 betrug die Wahlbeteiligung zum Ortsbeirat 57,73 %. Dabei wurden gewählt: je zwei Mitglieder der CDU und der „Freien Wähler“, zwei Mitglieder der CDU sowie ein Mitglied der SPD. Der Ortsbeirat wählte Egon Kellermann (CDU) zum Ortsvorsteher.

## Sehenswürdigkeiten
Siehe Liste der Kulturdenkmäler in Rabenau-Allertshausen